# 人事委員会
人事委員会（じんじいいんかい）は、日本の都道府県及び政令指定都市等に設置される行政委員会で、専門的・中立的な立場から人事行政に関する事務を処理する合議制の組織。
代表的な業務としては、地方公務員の労働基本権制限の代償措置として官民較差を調査して職員の給与に関する報告・勧告を行うこと、地方公共団体の職員の採用や昇任に関する競争試験や選考を実施することである。

また、不利益処分を受けた職員からの不服申立て等の審査を行うほか、一般職の地方公務員に対する労働基準監督機関 でもある。

## 根拠法令
設置については、地方自治法第202条の2第1項及び地方公務員法第7条に規定されている。

都道府県及び政令指定都市には必ず置くこととされている。政令指定都市を除く人口15万人以上の市及び特別区は、人事委員会か公平委員会のいずれかを置くこととされているが、和歌山市を除くすべての市は公平委員会を設置している。特別区は一部事務組合による特別区人事委員会を設置している。
なお、全国の人事委員会の連合組織として、全国人事委員会連合会(全人連)がある。

## 組織・委員
人事委員会は3人の委員で構成される。委員の任期は4年。その下に事務局が設けられる。
委員は、地方自治の本旨及び民主的で能率的な事務の処理に理解があり、且つ、人事行政に関し識見を有する者の中から地方議会の同意を経て、首長が任命するとされている。
- 任期は4年。
- 委員は、常勤又は非常勤である（一般的に非常勤が多い）。
- 委員は、地方公共団体の議会の議員及び当該地方公共団体の地方公務員の職を兼ねることができない。
- 委員の服務には、政治的行為の制限を定めた地方公務員法第36条の規定が準用される。

委員は、以下に該当する場合は欠格条項となっている。公正中立を保ち、党派的に偏らないようにするための規定も存在する。
- 破産者で復権を得ない者
- 禁錮以上の刑に処せられた者
- 地方公務員法を犯し刑に処せられた者
- 懲戒免職の処分を受け、当該処分の日から2年を経過しない者
- 日本国憲法施行の日以後において、日本国憲法又はその下に成立した政府を暴力で破壊することを主張する政党その他の団体を結成し、又はこれに加入した者
- 委員の2人が、同一政党に属する場合

## 権限（業務）
地方公務員法第8条の規定に基づき、以下の事務を行う。この権限は行政権限、準立法的権限、準司法的権限に分けられる。
- 行政権限
  - 職員に関する条例の制定、改廃について議会に意見を申し出ること
  - 人事行政の運営に関し任命権者に勧告すること
  - 人事行政に関する研究・調査・企画・立案を行うこと
  - 人事委員会の事務局長その他の事務職員を任命すること
  - 職員の競争試験又は選考を実施すること
  - 職員の昇任試験を受験できる職を指定すること
  - 任用候補者名簿を作成すること
  - 臨時的任用を承認すること
  - 給料表に関し、議会及び長に対して報告及び勧告すること
  - 給与の支払の監理に関すること
  - 研修計画の立案等に関して、任命権者に対し勧告すること
  - 職員団体の登録に関すること
  - 職員団体の登録の効力の停止及び取り消しに関すること
  - 職員団体の解散の届出の受理に関すること
  - 登録職員団体の法人となる旨の届出の受理に関すること
  - 労働基準監督機関として職権を行使すること
  - 非登録職員団体に法人格を付与する場合の認証を行うこと
  - 職員の苦情を処理すること など
- 準立法的権限
  - 法令・条例に基づきその権限に属せしめられた事項について人事委員会規則を制定すること
- 準司法的権限
  - 勤務条件に関する措置の要求の審査
  - 不利益処分に関する不服申立ての審理
  - 職員団体の登録の取消しに関する口頭審理 など

## 過去に存在した人事委員会等

### 国会
第3回国会（1948年10月11日召集）から第21回国会（1955年1月24日終了）まで、衆議院・参議院の両院に常任委員会の一つとして「人事委員会」が存在した。

### 内閣
1947年11月1日から1948年12月3日まで、内閣総理大臣管轄下の国家行政機関として「臨時人事委員会」（委員長及び委員は認証官）が存在した。
当初は準備期間を経て正式な「人事委員会」へ移行すると法律で規定されていたが、地方自治体の人事委員会との混同を避けるためか予定を変え「人事院」として正式発足したため、「臨時」の冠されない国の行政組織としての「人事委員会」は実現しなかった。